# Рогузьно (гмина)
Рогузьно (пол. Rogóźno) — сельская гмина (волость) в Польше, входит как административная единица в Грудзёндзский повет, Куявско-Поморское воеводство. Население — 4076 человек (на 2004 год).

## Сельские округа
1. Бялохово
2. Буды
3. Буковец
4. Губины
5. Клудка
6. Рогузьно
7. Рогузьно-Замек
8. Скургвы
9. Шембручек
10. Шембрук
11. Заросле

## Соседние гмины
1. Гмина Гардея
2. Гмина Грудзёндз
3. Грудзёндз
4. Гмина Грута
5. Гмина Ласин
6. Гмина Садлинки